# 툰베르기놀 F
툰베르기놀 F(영어: thunberginol F)은 수국(Hydrangea macrophylla)에서 발견되는 프탈라이드이다.

## 같이 보기
- 툰베르기놀 G